# Сапон, Валерий Григорьевич
Валерий Григорьевич Сапон (род. 10 ноября 1956) — советский легкоатлет, специалист по бегу на длинные дистанции и кроссу. Выступал на всесоюзном уровне в конце 1970-х — середине 1980-х годов, победитель и призёр первенств всесоюзного значения, участник ряда крупных международных стартов. Представлял Ленинград и Вооружённые силы.

## Биография
Валерий Сапон родился 10 ноября 1956 года. Занимался лёгкой атлетикой в Ленинграде, выступал за Вооружённые силы.
Впервые заявил о себе на всесоюзном уровне в сезоне 1979 года, когда на Кубке Правды в Сочи установил личный рекорд в беге на 5000 метров — 13:35.00. Позднее в беге на 10 000 метров выступил на VII летней Спартакиаде народов СССР в Москве, выиграл бронзовую медаль на Мемориале братьев Знаменских в Каунасе, одержал победу на международном старте в Потсдаме.
В 1980 году представлял Советский Союз на чемпионате мира по кроссу в Париже — занял 28-е место в личном зачёте и пятое в командном. Также в беге на 10 000 метров с личным рекордом 28:14.7 финишировал шестым на соревнованиях в Москве.
В 1981 году показал 52-й результат на кроссовом чемпионате мира в Мадриде, победил на соревнованиях в Сочи, был третьим на международной встрече в Риме, финишировал шестым на чемпионате СССР в Москве.
В 1982 году на зимнем чемпионате СССР по кроссу в Ессентуках взял бронзу в дисциплине 14 км, на чемпионате мира по кроссу в Риме занял 24-е место в личном зачёте и тем самым помог соотечественникам стать бронзовыми призёрами командного зачёта. На чемпионате СССР по кроссу, прошедшем в рамках XXI Всесоюзного кросса на призы газеты «Правда» в Москве, получил серебро на дистанции 12 км. Помимо этого, в беге на 10 000 метров финишировал пятым на чемпионате СССР в Киеве.
В 1983 году выиграл бронзовую медаль в дисциплине 12 км на чемпионате СССР по кроссу в Таллине. На чемпионате страны в рамках VIII летней Спартакиады народов СССР в Москве завоевал бронзовую награду на дистанции 10 000 метров.
На чемпионате СССР 1985 года в Ленинграде в беге на 10 000 метров пришёл к финишу восьмым.